# Skarbny
Skarbny – urząd centralny niesenatorski Wielkiego Księstwa Litewskiego I Rzeczypospolitej.
Rezydował na zamku w Wilnie, gdzie strzegł archiwum i skarbca Wielkiego Księstwa Litewskiego. Jego odpowiednikiem w Koronie był kustosz koronny.